# О Ко Ун
О Ко Ун (29 грудня 1980) — південнокорейська хокеїстка на траві.
Срібна призерка Азійських ігор 2002 року.